# Gisèle Mandaila Malamba
Gisèle Mandaila Malamba (Kinshasa, 4 september 1969) is een Belgische politica voor DéFI, en was van juli 2004 tot juni 2007 staatssecretaris voor het Gezin en Personen met een handicap in de regering-Verhofstadt II.

## Levensloop
Mandaila Malamba werd geboren in Kinshasa en woonde tot in 1981 in de hoofdstad van het toenmalige Zaïre, waarna ze met haar familie naar België kwam. Ze behaalde een graduaat in de marketing aan de Economische Hogeschool ISE in Bergen en een licentie in bedrijfsbeheer aan de Université de Mons-Hainaut en werd beroepshalve bediende in de marketing en van 2000 tot 2004 boekhouder, tot 2002 bij het autoverhuurbedrijf Europcar en daarna bij het farmaceutisch bedrijf PharmaBelgium. In 2006 behaalde ze nog een licentie in de arbeidswetenschappen aan de ULB, later gevolgd door een certificaat in verzekeringsbeheer en een aggregaat in humane wetenschappen aan diezelfde universiteit. Nadien werd ze bedrijfsleider en experte in verzekeringsbeheer.
Gisèle Mandaila ging militeren voor vrouwenrechten en de strijd tegen racisme en organiseerde in 2003 in het kader van het Europees Jaar voor Personen met een Handicap binnen de vzw Dunia Action een actieweek rond dit onderwerp. In 2017 stichtte ze de vzw United Color of Belgium, die slachtoffers van racisme bijstaat en begeleidt.
Ze werd politiek actief voor de partij FDF, dat in 2002 met de PRL en de MCC de MR vormde, maar sinds 2011 terug afzonderlijk opkomt en sinds 2015 DéFI heet. Van 2004 tot 2008 was ze ondervoorzitter van jongerenafdeling Jeunes FDF. Vanaf de verkiezingen van oktober 2000 was Mandaila voor FDF/DéFI gemeenteraadslid van Etterbeek en daarmee werd ze een van de eerste verkozenen van Sub-Sahara-Afrikaanse origine in het Brussels Hoofdstedelijk Gewest. Mandaila oefende deze functie uit tot in december 2024. Twee maanden eerder was ze niet herkozen geraakt als gemeenteraadslid. 
Mandaila was eveneens kandidaat bij de federale verkiezingen van mei 2003 en de Brusselse gewestverkiezingen van juni 2004, maar werd telkens niet verkozen. Van 2003 tot 2004 was ze parlementair attaché van Brussels Hoofdstedelijk Parlementslid Didier Van Eyll. In juli 2004 werd ze als extraparlementair aangeduid tot staatssecretaris voor het Gezin en Personen met een Handicap in de federale regering-Verhofstadt II, een functie die ze tot in december 2007 bekleedde. Bij de federale verkiezingen van juni 2007 stond Mandaila op de zesde plaats van de MR-lijst in de kieskring Brussel-Halle-Vilvoorde, maar ze behaalde niet genoeg stemmen voor een zetel. 
Twee jaar later, in juni 2009, werd ze verkozen in het Brussels Hoofdstedelijk Parlement, waar ze tot in mei 2014 bleef zetelen. Ze werd toen niet herkozen, waarna Mandaila van 2014 tot 2019 kabinetsmedewerker was van Cécile Jodogne, staatssecretaris voor Buitenlandse Handel in de Brusselse Hoofdstedelijke regering. Sinds 2020 is ze ondervoorzitter van de Brusselse afdeling van DéFI en voorzitter van de vrouwenwerking van de partij, DéFI Femmes.  
Na de Brusselse gewestverkiezingen van juni 2024 kwam Mandaila opnieuw in het Brussels Hoofdstedelijk Parlement terecht. Ze werd niet rechtstreeks verkozen, maar kon toch zetelen als vervangster van ontslagnemend Brussels minister Bernard Clerfayt.